# Петр (Еремеев)
Пе́тр (в миру Русла́н Никола́евич Ереме́ев; род. 2 декабря 1973, Армавир, Краснодарский край) — православный священнослужитель. С 6 декабря 1998 по 11 марта 2024 — клирик Русской православной церкви. С 3 апреля 2024 по 30 апреля 2024 года — клирик Константинопольского Патриархата. С 1 мая 2024 года — клирик Болгарской православной церкви. Доктор теологии (2004). Ректор Российского православного университета святого Иоанна Богослова (2010—2021). Наместник Высоко-Петровского ставропигиального мужского монастыря (2013—2021). Председатель комиссии по работе с вузами и научным сообществом при Епархиальном совете города Москвы (2019—2021). Настоятель храма Воскресения Словущего на Ваганьковском кладбище (2013—2023). Председатель Межведомственной комиссии по вопросам образования монашествующих Русской православной церкви (2016—2024). Главный редактор официального периодического издания Синодального отдела по монастырям и монашеству — журнала «Монастырский вестник» (2014—2024).

## Биография

### Образование и начало церковного служения
В 1991 году поступил в Ставропольскую духовную семинарию. Перевёлся в Московскую духовную семинарию, которую окончил в 1995 году и продолжил обучение в Московской духовной академии. В период обучения в академии был избран однокурсниками редактором новообразованного студенческого православного журнала «Встреча». Редакция журнала стала первым студенческим объединение в МДА, позднее давшим начало к созданию студенческого совета.
27 марта 1998 года в Троицком соборе Троице-Сергиевой лавры ректором Московской духовной академии епископом Верейским Евгением (Решетниковым) пострижен в монашество с наречением имени Петр в честь новопрославленного священномученика Петра (Полянского).
6 декабря 1998 года за Божественной литургией в семинарском храме преподобного Иоанна Лествичника хиротонисан ректором Московских духовных академии и семинарии епископом Верейским Евгением во иеромонаха.
В 1999 году окончил Московскую духовную академию. За диссертацию на тему «Проблемы реформирования высшей духовной школы в России в начале XX века» удостоен степени кандидата богословия.
С 2000 по 2003 годы проходил специализацию в докторантуре богословского факультета Софийского государственного университета по направлению Министерства образования и науки Российской Федерации и Московской духовной академии. В период обучения в докторантуре изучал архивы русского зарубежья в Болгарии и Франции. Одним из итогов исследовательской работы стало обнаружение и идентификация Софийского архива профессора Н. Н. Глубоковского, считавшегося утерянным.
1 сентября 2002 года назначен ответственным секретарём Учебного комитета при Священном синоде.
18 июня 2003 года патриархом Московским и всея Руси Алексием II утверждён в должности проректора Московских духовных академии и семинарии по организационно-административной работе. Основной задачей и. о. ответственного секретаря учебного комитета РПЦ, назначенного на должность проректора МДА, стала подготовка академии к государственной аккредитации в рамках работы по достижению признания государством системы церковного профессионального образования.
5 мая 2004 года постановлением Высшей аттестационной комиссии Республики Болгарии за диссертацию на тему «Богословское образование в России в конце XIX — начале XX века» удостоен степени доктора теологии.
В 2005 году окончил экстерном Санкт-Петербургский университет МВД России по специальности «юриспруденция». 25 мая 2005 года ректор данного университета В. П. Сальников вручил игумену Петру диплом.

### Создание Хабаровской семинарии
В 2005 году освобождён от прежних должностей и определён патриархом Алексием первым проректором новообразованной Хабаровской духовной семинарии. По свидетельству иеромонаха Петра, «моей задачей было под руководством правящего архиерея, проректора архиепископа Марка обеспечить строительство комплекса зданий духовной семинарии, а также провести процедуру лицензирования, в том числе и впервые в стране по государственным образовательным стандартам».
По прибытии в Хабаровск иеромонаху Петру, помимо административного послушания в семинарии и курирования строительства новых зданий духовной школы, было поручено настоятельство в соборе Рождества Христова, на территории которого после открытия расположилась семинария. За год были отреставрированы внутренние помещения храма, начали работу Богословские курсы для мирян, новый стимул получило развитие воскресной школы при соборе. Со вводом в эксплуатацию новопостроенных корпусов духовной школы в 2006 года Хабаровская духовная семинария стала одной из благоустроенных и современных духовных школ Русской православной церкви.
В 2006 году возведён в сан игумена. В 2007 году награждён орденом Святителя Иннокентия, митрополита Московского и Коломенского III степени. В годы работы семинарии игумен Пётр стал создателем и первым редактором еженедельной передачи «Благовест» на Первом краевом телевидении. В 2006 году стал редактором созданного совместно со студентами семинарии информационно-аналитического портала «Православие на Дальнем Востоке», ежегодно побеждавшего на конкурсе информационных ресурсов дальневосточного рунета «Стерх».
В 2009 году семинария первой в России прошла процедуру лицензирования программ высшего образования по государственному стандарту. По модели лицензирования Хабаровской духовной семинарии процедуру лицензирования и последующей государственной аккредитации прошли Смоленская семинария, затем Санкт-Петербургская духовная академия и Московская духовная академия. По истечении пятилетней командировки и решении поставленных задач игумен Пётр (Еремеев) был в марте 2010 года отозван патриархом Кириллом в распоряжение Учебного комитета РПЦ.

### Нормализация деятельности Российского православного университета святого Иоанна Богослова
По благословению патриарха Московского и всея Руси Кирилла игумен Пётр был назначен ректором Православного института святого Иоанна Богослова. 21 мая 2010 года игумен Пётр официально вступил в должность ректора, принял печать и первичные документы.
Перед новоназначенным ректором института были поставлены следующие задачи:
- получение государственной лицензии на образовательную деятельность и возобновление работы учебного заведения;
- аккредитация образовательных направлений по новым образовательным стандартам;
- предотвращение банкротства учебного заведения и создание условий для ликвидации всех имеющихся задолженностей;
- возвращение первоначального наименования учебного заведения — «Российский православный университет св. Иоанна Богослова»;
- обеспечение качества образовательной деятельности, соответствующей требованию к получению контрольных цифр приема (бюджетных мест) в Минобрнауке.
16 сентября 2010 года указом патриарха Кирилла был назначен настоятелем храма святого Иоанна Богослова под Вязом — патриаршего подворья на Новой площади г. Москва.
14 января 2011 года указом патриарха Кирилла назначен ректором Российского православного университета.
10 апреля 2011 года за богослужением в кафедральном соборном Храме Христа Спасителя патриархом Кириллом удостоен права ношения палицы.
В октябре 2021 года в университете проведена смена ректоров. Указом патриарха Кирилла приемником игумена Петра был назначен митрополит Крутицкий и Коломенский Павел.
За период руководства вузом игумена Петра (Еремеева) образовательной организацией достигнуты следующие результаты:
- июнь — июль 2010 года — получение государственной лицензии на образовательную деятельность, возобновление работы вуза[12];
- январь 2011 года — создание религиозной организации «Российский православный университет» с переводом в данную образовательную организацию из АНО ВО «Православный институт святого Иоанна Богослова» программ религиозного образования[13];
- 2010 — 2012 года — капитальный ремонт основного корпуса Института по адресу: переулок Чернышевского 11а;
- 2010 — 2011 года — переход на новые стандарты высшего образования и получение государственной аккредитации;
- 2018 год — возвращение вузу первоначального статуса и наименования «Российский православный университет св. Иоанна Богослова»[20];
- 2018 год — победа в конкурсе на получение контрольных цифр приема Минобрнауки (бюджетных мест). С этого года университет ежегодно побеждал в конкурсах на КЦП;
- 2021 год — преодоление переходящего дефицита бюджета и переход на планирование бюджета с учетом профицита в 2022 году.

### Возрождение Высоко-Петровского монастыря
12 марта 2013 года решением Священного синода назначен на должность наместника Высоко-Петровского ставропигиального монастыря Москвы.
Высоко-Петровский монастырь как монашеское братство был воссоздан решением Священного синода от 10 октября 2009 года. Монастырь стал первой обителью, решение о воссоздании которой патриарх Кирилл принял после своей интронизации. Должность наместника с 2009 по 2013 год занимали епископ Меркурий (Иванов) и игумен Исидор (Тупикин).
Патриархом Кириллом перед назначенным на должность наместника игуменом Петром (Еремеевым) были поставлены следующие задачи:
- оформление прав церковной собственности на строения архитектурного комплекса монастыря;
- разработка пакета проектных решений для обеспечения научной реставрации зданий комплекса с последующим началом работ в ансамбле и понижением уровня территории до исторической отметки;
- формирование монашеского братства исходя из необходимого соблюдения суточного круга ежедневных богослужений, пастырского окормления паломников и прихожан.
За период наместничества игумена Петра (Еремеева) в Высоко-Петровском монастыре обеспечена регистрация прав собственности РПЦ на все строения комплекса, разработан полный комплект реставрационной документации, проведены: реставрация надвратной церкви святых апостолов Петра и Павла со святыми вратами, надвратной Покровской церкви с колокольней, святыми вратами и Казанской часовней, Толгской церкви, Петровского собора, а также начаты работы на остальных объектах наследия. Построены въездных ворота на территорию монастыря со стороны Петровского бульвара и Экономский корпус.
В ходе исследовательских работ в этот период на территории монастыря были обнаружены считавшиеся утерянными остатки находившихся в Боголюбском соборе некоторых надгробий Нарышкиных — предков Петра I по материнской линии; древние надгробия XV—XVI вв. за алтарем Петровского собора (предполагается, что старинное братское кладбище переходит на территорию, которую ныне занимает прогулочная площадка дошкольного корпуса школы № 2054); колодец и фрагмент водопровода XVII в (произведены изучение и консервация); остатки дореволюционной брусчатки. Во время проведения реставрационных работ по вычинке кирпичной кладки, укреплению штукатурки и гидроизоляции стен в Боголюбской церкви были обнаружены фрагменты утраченной настенной живописи XVIII—XIX вв. К числу открытий 2020 года, совершенных в ходе реставрации Боголюбского храма обители, относятся найденные склепы родственников императора Петра I по материнской линии. По благословению игумена Петра продолжены исследовательские работы по истории монастыря в разные периоды, в том числе в годы гонений на Церковь в ХХ в. Сотрудники монастыря принимают участие в научных конференциях, просветительной работе. Монастырь сотрудничает с образовательными организациями разных уровней, проводится активная работа с молодежью. В 2015 году были проведены масштабные торжества по случаю 700-летия со времени основания обители с первым в истории Патриаршим крестным ходом от Успенского собора Московского Кремля к обители.
Осуществлён переезд Государственного литературного музея и Синодального отдела религиозного образования и катехизации из помещений Нарышкинских палат. В настоящее время одним из важнейших проектов остаётся реставрация оставшихся храмов и строений Высоко-Петровского монастыря, благоустройства территории с понижением уровня грунта, перекладкой инженерных систем и коммуникаций.
29 декабря 2021 года решением Священного Синода Русской православной церкви был освобождён от наместничества в Высоко-Петровском монастыре с выражением благодарности за понесенные труды.

### Общецерковные и епархиальные послушания
13 июня 2013 года в дополнение к несомым послушаниям назначен настоятелем и председателем приходского совета храма Воскресения Словущего на Ваганьковском кладбище. С созданием информационных ресурсов прихода началась работа по формированию интерактивной карты памяти одного из важных мемориалов Москвы.
26 декабря 2013 года решением Священного синода включён в созданную тогда же коллегию Координационного центра по развитию богословской науки в Русской православной церкви.
13 марта 2014 года указом патриарха Кирилла в дополнение к несомым послушаниям назначен настоятелем храма Димитрия Солунского — Патриаршего подворья в селе Дмитровском Красногорского района Московской области. В развитие приходской деятельности, наряду с устроением богослужебной жизни, в Дмитровском получили начало:
- программа возрождения сельских праздников в церковной ограде[57];
- межрайонный Пасхальный фестиваль детского творчества «Красная горка»[58][59][60][61];
- Воскресная школа с дополнительными программами детского творчества[62];
- экскурсионно-просветительские проекты в рамках туристско-рекреационного кластера «Звенигородский вектор»[63][64].

В статусе приписного начато и ведётся строительство храма Святителя Николая Чудотворца с приделом Святителя Спиридона в посёлке Николина Гора.
6 сентября 2014 года удостоен права ношения наперсного креста с украшениями.
В апреле 2019 года патриархом Кириллом назначен председателем комиссии по работе с вузами и научным сообществом при Епархиальном совете города Москвы.
11 марта 2020 года патриархом Кириллом назначен председателем межведомственной комиссии по вопросам образования монашествующих РПЦ.
С 8 декабря 2020 года является членом комиссии Межсоборного присутствия по богословию и богословскому образованию.
12 сентября 2021 года царём болгар Симеоном удостоен ордена Святого Александра степени за участие в научно-исследовательской работе Царского исторического общества, позволившей воссоздать дворцовый храм в исторической резиденции болгарских монархов во Вране.

### Запрет в священнослужении и извержение из сана в Московском патриархате
9 ноября 2023 года уволен патриархом с должности исполняющего обязанности настоятеля храма великомученика Димитрия Солунского в селе Дмитровское Красногорского района Московской области. В итоге место Еремеева заняла игумения Ксения (Чернега), а старшим священником стал протоиерей Артемий Владимиров. Согласно тексту обращения к Патриарху Кириллу от сотрудников и прихожан храма в Дмитровском, предлогом к отстранению настоятеля стала имитация пропажи из храма иконы, организованной игуменией Ксенией (Чернегой). Само письмо было направлено в Патриархию, и затем опубликовано на странице в LiveJournal.
22 декабря того же года во время официальной командировки в Болгарию, совершавшейся по благословению Патриарха, снят с должности настоятеля храма Воскресения Словущего на Ваганьковском кладбище и запрещён в служении. В сети стали появляться публикации о нарушениях на приходах игумена. Сам Петр (Еремеев) в мае 2024 года отверг все обвинения: «Мои обязательства перед Московской епархией на конец 2023 года были выполнены полностью. Я передал новоназначенным настоятелям дела храма великомученика Димитрия Солунского в Дмитровском и дела новопостроенного церковного комплекса на Николиной горе, а также дела храма Воскресения Словущего на Ваганьковском кладбище. Ревизионной комиссией Московской епархии была проведена проверка финансовой, имущественной и иных сторон приходской деятельности и составлены полагающиеся акты приемки-передачи храмов. Со стороны ревизионной комиссии и новых настоятелей по итогам проверки и передачи дел замечаний ко мне не было».
Однако 8 февраля 2024 года решением епархиального суда города Москвы извергнут из священного сана, со ссылкой на игнорирование игуменом Петром трёх вызовов в суд. Решение должно было вступить в силу после утверждения Патриархом Кириллом. Указом Патриарха Кирилла № У-02/39 от 11 марта 2024 года решение суда вступило в силу. Согласно заявлению игумена Петра (Еремеева): «ни один из трех указанных вызовов в церковный суд мне направлен не был: ни на адрес моей паспортной регистрации, ни на мою электронную почту, ни на мои публичные мессенджеры в социальных сетях». Назвав решение незаконным, обжаловал его в суде Константинпольского патриархата.

### В Болгарской православной церкви
В апреле 2024 года суд Константинпольского патриарха положительно рассмотрел апелляцию игумена Петра, после чего он был принят в клир Константинопольского патриархата. Об этом стало известно не сразу.
20 апреля 2024 года был замечен в сослужении архиереям и духовенству Пловдивской епархии Болгарской православной церкви. На богослужении были в том числе митрополит Пловдивский Николай (Севастиянов), викарные епископы Арсений (Лазаров) и Виссарион (Гривов).
После получения отпускной грамоты игумен был принят в штат Пловдивской митрополии. Согласно информации на его личной странице в ЖЖ, клириком Болгарской Православной Церкви он стал с 1 мая 2024 года.

## Награды
- Орден Святителя Иннокентия, митрополита Московского и Коломенского III степени (2007)
- Орден «Святой Александр» 2-й степени (12 сентября 2021)
- Орден преподобного Серафима Саровского III степени (19 сентября 2023)

## Публикации
- Богословские учебные заведения Русской Церкви и проблема освоения интернет-пространства // rusk.ru, 08.06.2001
- Софийский архив Н. Н. Глубоковского // Церковь и время. — 2003. — № 2 (23) — С. 140—156
- Поместный Собор Русской Православной Церкви 1917—1918 годов и реформа богословского образования // Журнал Московской Патриархии. М., 2004. — № 3. — С. 68—71.
- Богословское образование в России на современном этапе // Журнал Московской Патриархии. М., 2004. — № 10. — С. 76—80.
- Новые материалы в составе Софийского архива профессора Н. Н. Глубоковского // Академические обеты и заветы: Из академических уроков за 1891—1918 учебные годы. 2005. — C. 8-10
- Православное духовное образование на Дальнем Востоке в контексте обеспечения в регионе духовной безопасности // Христианство на Дальнем Востоке / Международная научно-практическая конференция (19-21 сентября 2006 г.; Хабаровск); Международная научно-практическая конференция (19-21 сентября 2006 г.; Хабаровск). — Хабаровск: Хабаровская духовная семинария, 2006. — С. 138—140.
  - Православное духовное образование на Дальнем Востоке в контексте обеспечения духовной безопасности в регионе // Журнал Московской Патриархии. М., 2007. — № 2. — С. 26—28.
- Святитель Иннокентий (Вениаминов) как пример для подражания современным пастырям // Путь апостольского служения святителя Иннокентия (Вениаминова): материалы научно-практической конференции, Хабаровск, 30 мая — 1 июня 2007 г. — Хабаровск : Хабаровская духовная семинария, 2007. — С. 69—75
  - Святитель Иннокентий (Вениаминов) как пример для подражания современным пастырям // Труды Хабаровской духовной семинарии: ежегодник. 2007 год. — Хабаровск : Хабаровская духовная семинария, 2008. — С. 57—62
- Перспективы развития духовного образования // pravostok.ru, 09.07.2007
- Миссия: духовное образование // Труды Хабаровской духовной семинарии: ежегодник. 2007 год / ред. игум. Петр (Еремеев) [и др.]. — Хабаровск : Хабаровская духовная семинария, 2008. — С. 15—21
- Духовное образование и вопросы духовной безопасности // Труды Хабаровской духовной семинарии: ежегодник. 2007 год. — Хабаровск : Хабаровская духовная семинария, 2008. — С. 141—145
- Духовно-нравственная безопасность России в XXI веке // Труды Хабаровской духовной семинарии: ежегодник. 2007 год. — Хабаровск : Хабаровская духовная семинария, 2008. — С. 146—153
- Фундаментальные нравственные основы правоприменения в Российской Федерации // Труды Хабаровской духовной семинарии: ежегодник. 2007 год. — Хабаровск : Хабаровская духовная семинария, 2008. — С. 154—159
- Экология и экооккультные организации // Труды Хабаровской духовной семинарии: ежегодник. 2007 год. — Хабаровск : Хабаровская духовная семинария, 2008. — С. 222—226
- Идея единства православных народов в контексте современной ситуации // pravostok.ru, 08.05.2008
- Молодежь — будущее России // Молодёжь Востока России: история и современность: материалы конференции / Всероссийская научно-практическая конференция (4 ; 24 ноября 2009 г. ; Хабаровск). — Хабаровск : ДВАГС, 2009. — С. 20—22
- Игумен Петр (Еремеев): Православное храмовое зодчество и его влияние на развитие культуры на Дальнем Востоке России // pravostok.ru, 28.08.2009
- Государственная аккредитация духовных семинарий и академий как путь интеграции духовных учебных заведений в национальную систему высшего образования // bogoslov.ru, 21 апреля 2010
- Задачи современного высшего православного образования // Православие и современность: информационно-аналитический портал Саратовской епархии, 20 декабря 2010
- Развитие теолого-религиоведческого образования как решение задачи обеспечения межнационального согласия // patriarchia.ru, 8 июня 2012
- Российский православный университет : [арх. 19 октября 2022] // Пустырник — Румчерод. — М. : Большая российская энциклопедия, 2015. — (Большая российская энциклопедия : [в 35 т.] / гл. ред. Ю. С. Осипов ; 2004—2017, т. 28). — ISBN 978-5-85270-365-1.
- Схимонахиня Игнатия (Пузик, 1903–2004) — летописец тайной монашеской общины Высоко-Петровской обители // Церква мучеників: гоніння на віру та Церкву у ХХ столітті : матеріали Міжнар. наук. конф. (К., 6-7 лютого 2020 р.) / упоряд. С. В. Шумило; відп. ред. прот. В. Савельєв. — Киев: Видавничий відділ Української Православної Церкви, 2020. — С. 409—418.

- Пособие для поступающих в духовную семинарию / ред.: игум. Петр (Еремеев), иером. Никанор (Лепешев), А. Харламов. — Хабаровск : Хабаровская духовная семинария, 2006. — 208 с.
- Путь апостольского служения святителя Иннокентия (Вениаминова): материалы научно-практической конференции, Хабаровск, 30 мая — 1 июня 2007 г / ред. игум. Петр (Еремеев). — Хабаровск : Хабаровская духовная семинария, 2007. — 160 с.
- Труды Хабаровской духовной семинарии: ежегодник. 2007 год / ред. игум. Петр (Еремеев) [и др.]. — Хабаровск : Хабаровская духовная семинария, 2008. — 964 с.
- По стопам графа Н. Н. Муравьева-Амурского и святителя Иннокентия (Вениаминова) — возродим родной край: материалы научно-практической конференции / ред.: игум. Петр (Еремеев), А. О. Тепляшин. — Хабаровск : Хабаровская духовная семинария, 2009. — 224 с. — ISBN 978-5-88570-051-6
- Жизнь во славу Отечества — подвиг государственного служения графа Н. Н. Муравьева-Амурского: Материалы научно-практической конференции. Хабаровск, 9 июня 2009 г. / гл. ред. игум. Петр (Еремеев); Хабаровская духовная семинария. — Хабаровск : Хабаровская духовная семинария, 2009. — 144 с. — ISBN 978-5-88570-270-6
- Миссиология: Учебное пособие / Ред. игум. Пантелеимон (Бердников), игум. Петр (Еремеев), игум. Софроний (Китаев) и мн. др. — Белгород: Белгородская Православная Духовная семинария, 2009.

- Учебно-методический комплекс по дисциплине «Пастырская эстетика»: 1 курс / сост. игум. Петр (Еремеев). — Хабаровск : Хабаровская духовная семинария, 2007. — 16 с.
- Учебно-методический комплекс по дисциплине «Основы социальной концепции Русской Православной Церкви»: 4 курс / сост. игум. Петр (Еремеев). — Хабаровск : Хабаровская духовная семинария, 2008. — 12 с.
- Вопросы духовного образования на Дальнем Востоке. — Хабаровск : Хабаровская духовная семинария, 2009. — 96 с. — ISBN 978-5-88570-263-8

- Игумен Петр (Еремеев): в слое мусора мы нашли части надгробий родственников Петра I
- Игумен Петр (Еремеев): «Одна из задач ректора – создать атмосферу доверия и простоты в общении преподавателей и студентов»
- Высоко-Петровский монастырь будет реставрироваться поэтапно
- Петр Еремеев: узнав о назначении в монастырь, я будто внезапно увидел землю
- Приходить ли на Литургию, если не собирался причащаться?
- «Без святителя Петра не было бы возвышения Москвы»
- Сосновский М. Религия и образование: пути и перепутья // Российские вести. 2005. — № 20 (1775). 27.04.2005
- Елена Глебова Обретая веру и надежду. Интервью с игуменом Петром (Еремеевым), проректором Хабаровской духовной семинарии // Словесница искусств, 2007. — № 2 (20). — C. 6—12
- Игумен Петр (Еремеев). Священник с дипломом государственного образца // pravostok.ru, 07.09.2009
- Игумен Петр (Еремеев): Задача Российского Православного института — достичь университетского статуса // patriarchia.ru, 15 июля 2010
- Игумен Петр (Еремеев) о православном лидере // pravmir.ru, 24 августа 2010
- Православной физики не бывает, но университет может быть христианским : беседа с ректором Российского православного университета // Фома. 2011. — № 7. — С. 66-67
- «Возрождение храма апостола Иоанна Богослова, что под Вязом, — дело чести для властей столицы» // pravoslavie.ru, 10 октября 2011
- Православие научит школьников правильно расставлять акценты? // Аргументы и факты, 18.01.2012
- Ректор Российского православного университета игумен Петр (Еремеев): В каждом есть Человек // patriarchia.ru, 11 января 2012
- Игумен Петр (Еремеев): Православный университет — место формирования национальной элиты // patriarchia.ru, 29 апреля 2012
- Дмитрий Ребров Где взять деньги на церковное образование? // «Нескучный сад», 5 июля 2012
- ФЕСТИВАЛЬ «СОРОК СОРОКОВ» ВОЗВРАЩАЕТ МОСКВЕ ТРАДИЦИИ ЦЕРКОВНОГО ГОРОДСКОГО ПРАЗДНИКА // официальный сайт РПУ, 7 сентября 2012
- Елена Ямпольская Любовь земная — оценка небесная // portal-kultura.ru, 19.04.2013
- Игумен Петр (Еремеев): Наша модель образования — хорошее воплощение дореволюционных и добрых советских традиций // patriarchia.ru, 19 июля 2013
- Игумен Петр (Еремеев): Ближайшая задача Русской Церкви — воспитать 30 000 миссионеров // pravmir.ru, 30 октября 2013
- Игумен Петр (Еремеев): 700-летие Высоко-Петровского монастыря должно стать праздником для всей Москвы // pravmir.ru, 14 ноября 2013
- Возродим Петровский монастырь // Вечерняя Москва, 10 декабря 2013
- Призвание выше мотивации // prichod.ru, 27 декабря 2013
- Игумен Петр (Еремеев): Участие РПУ в Рождественских чтениях — это сверка нашей работы с ожиданиями общества // pravobraz.ru, 10 марта 2014
- Игумен Петр Еремеев: Фильм «Ной» станет проповедью для людей, далеких от религии // pravmir.ru, 27 марта 2014
- Татьяна МЕДВЕДЕВА Высокое на Петровке // portal-kultura.ru, 03.09.2014
- «Российский Православный Университет». Светлый вечер с игуменом Петром (Еремеевым) (24.03.2016) // radiovera.ru, 24 марта 2016
- Игумен Петр (Еремеев): «Одна из задач ректора — создать атмосферу доверия и простоты в общении преподавателей и студентов» // prichod.ru, 28.05.2018
- Вуз под вязом. Интервью ректора Московского православного института святого Иоанна Богослова игумена Петра (Еремеева) // patriarchia.ru, 26 октября 2018
- Игумен Петр (Еремеев): «Семья — подобие Церкви» // moseparh.ru, 24 июня 2019
- Игумен Пётр (Еремеев): мы перед собой ставили вопрос – для чего необходимы православные светские университеты // Вести.ру, 6 августа 2020